# Cemaes Bay Football Club
Maillots
Dernière mise à jour : 10 septembre 2010.
 Cemaes Bay Football Club est un club de football professionnel gallois basé dans la ville de Cemaes sur l’île d’Anglesey. Le club joue actuellement dans un championnat régional mais il a disputé plusieurs années le championnat du Pays de Galles de football en première division.